# Pselaphochernes iberomontanus
Espèce
Pselaphochernes iberomontanus est une espèce de pseudoscorpions de la famille des Chernetidae.

## Distribution
Cette espèce est endémique du Portugal. Elle se rencontre dans la serra do Gerês.

## Publication originale
- Beier, 1959 : Ergänzungen zur iberischen Pseudoscorpioniden-Fauna. Eos, vol. 35, p. 113-131.